# Caroline Ghosn
Caroline Ghosn (Nova York, 29 de janeiro de 1987) é uma empreendedora estadunidense e filha do empresário brasileiro Carlos Ghosn, ex-CEO da Renault e Nissan. Fundou e é a atual diretora executiva da rede profissional Levo League, dedicada a ajudar as pessoas da geração millenial no ambiente de trabalho.
Caroline é um membro ativo da comunidade de "Global Shapers" do Fórum Econômico Mundial e palestrou neste fórum anual de Davos em 2014.
Caroline graduou-se com honras pela Universidade Stanford em 2008 com um bacharelado em artes em "Economia Política Internacional" e "Ambiente Econômico".  Suas irmãs, Nadine e Maya em 2011 e 2013, respectivamente, e seu irmão Anthony em 2015, todas as mensalidades custaram quase meio milhão de dólares e foram pagas pela Nissan, um privilégio parte do contrato de trabalho de Ghosn de 1999, quando ele foi contratado como diretor executivo da montadora japonesa.

## Vida profissional
Depois de graduar-se, Caroline foi trabalhar na consultoria de estratégias empresariais McKinsey & Company como uma analista de negócios e depois como sócia de "Sustentabilidade e Produtividade de Recursos", focado na tecnologia limpa e no ambiente.
Em 2011, Caroline deixou a sua posição para fundar a Levo para ajudar a geração Y (conhecido também como "millennials") a ter êxito no ambiente de trabalho.
Caroline atualmente trabalha como a diretora executiva e no quadro de diretores da presidência da Levo. A Levo tem um público de mais de nove milhões de membros globalmente, e trinta títulos financeiros locais da Levo em todo o mundo. A companhia criou mais de $9 milhões em investimentos-de-anjo com proeminentes investidores, incluindo Gina Bianchini, Fran Hauser, Susan Lyne, e Lubna Olayan. O antigo diretor de operações do Facebook, Sheryl Sandberg, é também um investidor na Levo e um mentor pessoal de Caroline.
Como parte das séries da Levo, "Office Hours", Caroline concedeu sabatinas conduzindo homens e mulheres de negócios bem como pessoas consideradas influenciadoras, incluindo o investidor Warren Buffett, a senadora nova-iorquina Kirsten Gillibrand, o ator Kevin Spacey, a jornalista Soledad O’Brien e o designer de moda Nanette Lepore.

## Vida pessoal
Caroline é a filha mais velha do empresário brasileiro Carlos Ghosn, ex-diretor executivo da Renault e Nissan. Caroline já viveu em seis países diferentes, e fala quatro idiomas.
Caroline esteve como debutante no "Bal des débutantes" em Paris em 2006, o evento recebeu doações da Nissan e Ranult através de seu pai; as doações são revelações sobre o uso que Ghosn fez dos fundos das empresas que comandava.